# Hillburn

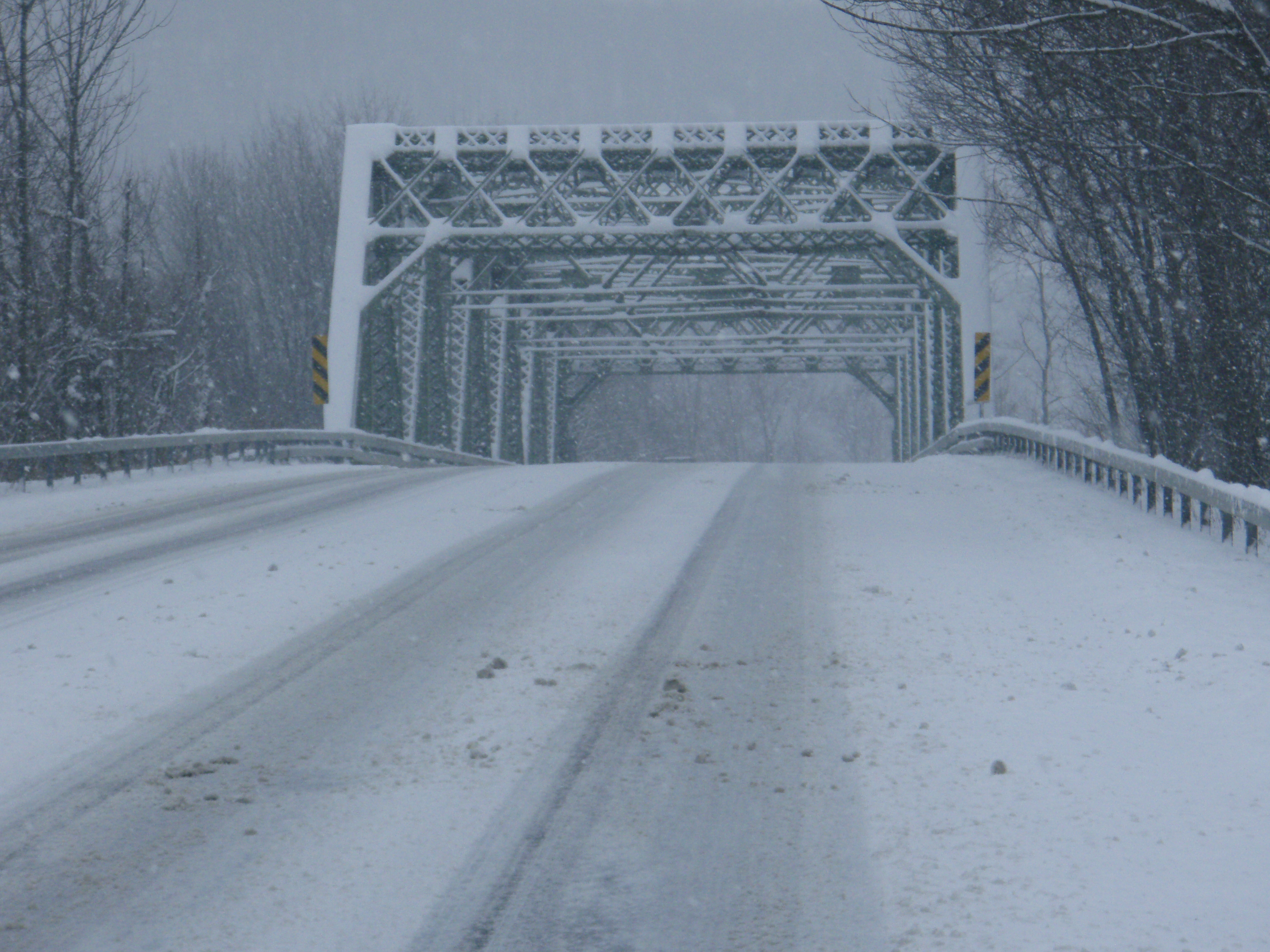
Ruta Estatal de Nueva York 59 en Hillburn

Hillburn es una villa ubicada en el condado de Rockland en el estado estadounidense de Nueva York. En el año 2000 tenía una población de 881 habitantes y una densidad poblacional de 152 personas por km². Hillburn se encuentra ubicada dentro del pueblo de Ramapo.

## Geografía
Hillburn se encuentra ubicada en las coordenadas 41°7′29″N 74°9′57″O / 41.12472, -74.16583. Según la Oficina del Censo, la ciudad tiene un área total de 5,8 km² (2,2 mi²), de la cual 5,7 km² (2,2 mi²) es tierra y 0,1 km² (0 mi²) (0,89%) es agua.

## Demografía
Según la Oficina del Censo en 2000 los ingresos medios por hogar en la localidad eran de $54,625, y los ingresos medios por familia eran $56,875. Los hombres tenían unos ingresos medios de $36,591 frente a los $30,000 para las mujeres. La renta per cápita para la localidad era de $17,516. Alrededor del 14.8% de la población estaban por debajo del umbral de pobreza.